# 아키야마역
아키야마역(일본어: 秋山駅)은 일본 지바현 마쓰도시에 있는 철도역이다.

## 타는 곳
| 1 | ■ 호쿠소 선 | 게이세이 다카사고 방면 게이세이 선 아오토·오시아게 방면 ○ 도영 지하철 아사쿠사 선 아사쿠사·니혼바시·센가쿠지·니시마고메 방면 게이힌 급행 전철 시나가와·하네다 공항·요코하마·게이큐 구리하마·미사키구치 방면 |
| 2 | ■ 호쿠소 선 | 히가시마쓰도·신카마가야·인바 니혼 의대 방면 |

## 역세권 정보
- 국도 제464호선
- 지바 현도 제180호선

## 역사
- 1991년 3월 31일: 영업 개시.
- 2010년 7월 17일: 역 번호 'HS 04'가 부여.

## 인접역
| 호쿠소 철도 호쿠소 선                              | 호쿠소 철도 호쿠소 선 | 호쿠소 철도 호쿠소 선                  |
| -------------------------------------------------- | --------------------- | -------------------------------------- |
| HS 03 기타코쿠분 니시마고메 · 하네다 국제공항 방면 | ● 보통                | HS 05 히가시마쓰도 인바니혼이다이 방면 |

※ 나리타 스카이액세스(게이세이 전철 나리타 공항선)와 공용 구간이지만 당역에는 게이세이 전철이 운행하는 열차는 정차하지 않는다.